# منتخب ساموا الأمريكية تحت 17 سنة لكرة القدم للسيدات
منتخب ساموا الأمريكية تحت 17 سنة لكرة القدم للسيدات (بالإنجليزية: American Samoa women's national under-17 football team)‏ هو ممثل الولايات المتحدة الرسمي في المنافسات الدولية في كرة القدم في فئة كرة قدم تحت 17 سنة للسيدات، يديريه اتحاد ساموا الأمريكية لكرة القدم.